# 近衛通子
近衛 通子（このえ　みちこ/つうし、長寛元年（1163年） - 没年不詳）は、高倉天皇の妃で、安徳天皇の准母。関白・近衛基実女。母は左京大夫藤原頭輔女。兄弟に近衛基通・粟田口忠良がいる。

## 略歴
治承年間（1177年 - 1181年）の初めごろ、非公式に高倉天皇のもとに入内した。言仁親王（のちの安徳天皇）が誕生するとその准母となった。養和元年（1181年）2月17日に准三宮となり、同年11月3日輦車で参内することを許された。